# Huťský potok (přítok Luhy)
Huťský potok je vodní tok na Drahanské vrchovině, jeden z přítoků Luhy.

## Průběh toku
Potok pramení západně od obce Protivanov na území přírodní památky Louky pod Skalami. Tato oblast byla v minulosti odvodňována, stopy po této činnosti jsou stále viditelné, nicméně botanická hodnota tohoto území byla tak velká, že byla v roce 1990 vyhlášena přírodní památkou.
Dále teče mělkým údolím v blízkosti přírodní památky U žlíbku, pod kterou napájí Protivanovský rybník. Ten slouží k rekreaci pro přilehlé rekreační středisko. Jeho hráz tvoří silnice II/150. Po několika kilometrech se v blízkosti Oborského dvora, pod rybníkem V Oboře, v sousedství přírodní rezervace Skelná huť, vlévá do Luhy.
Huťský potok střídavě protéká lesem a loukami.

## Fotogalerie

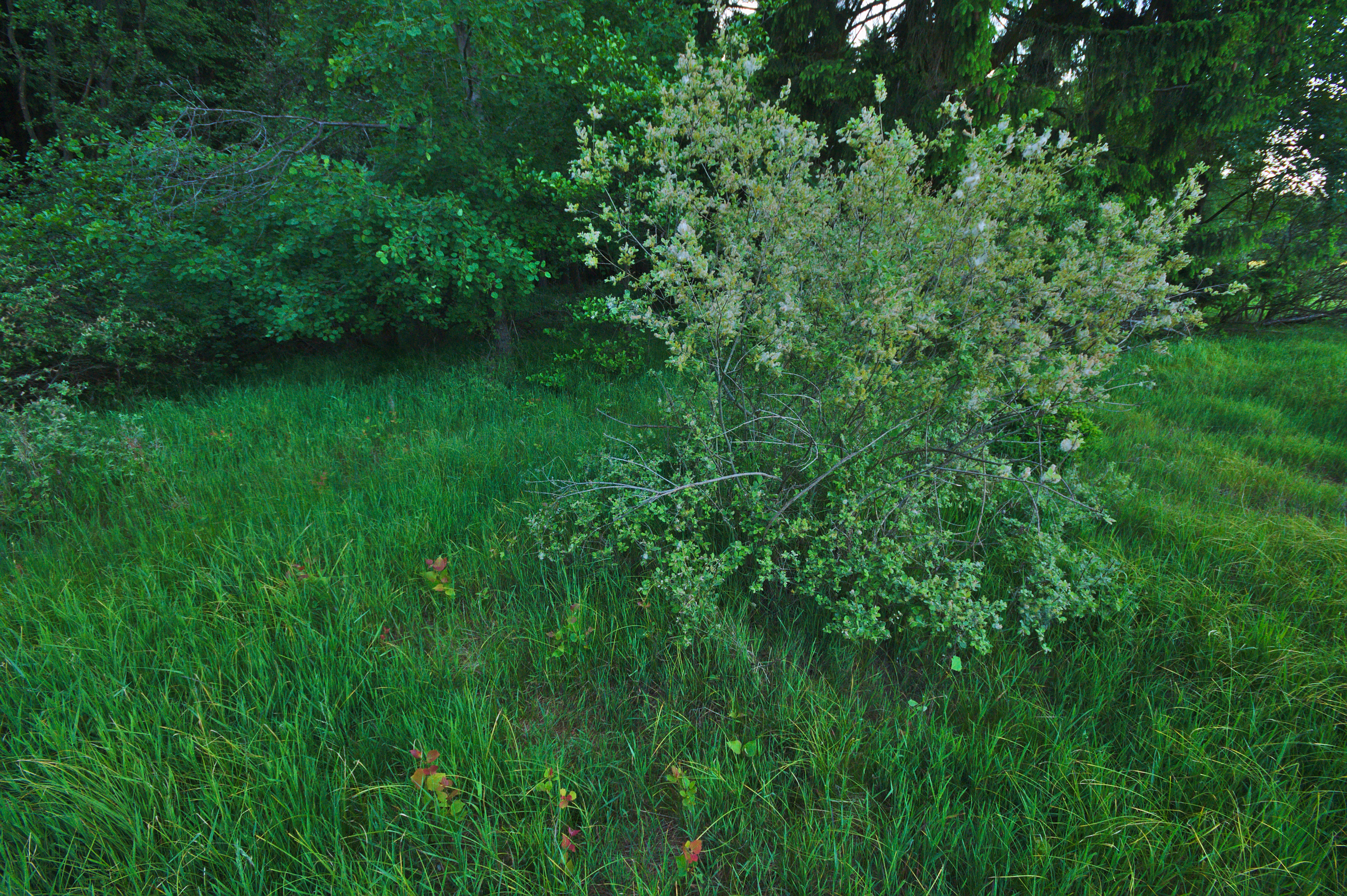
Hydrofilní porost v blízkosti prameniště
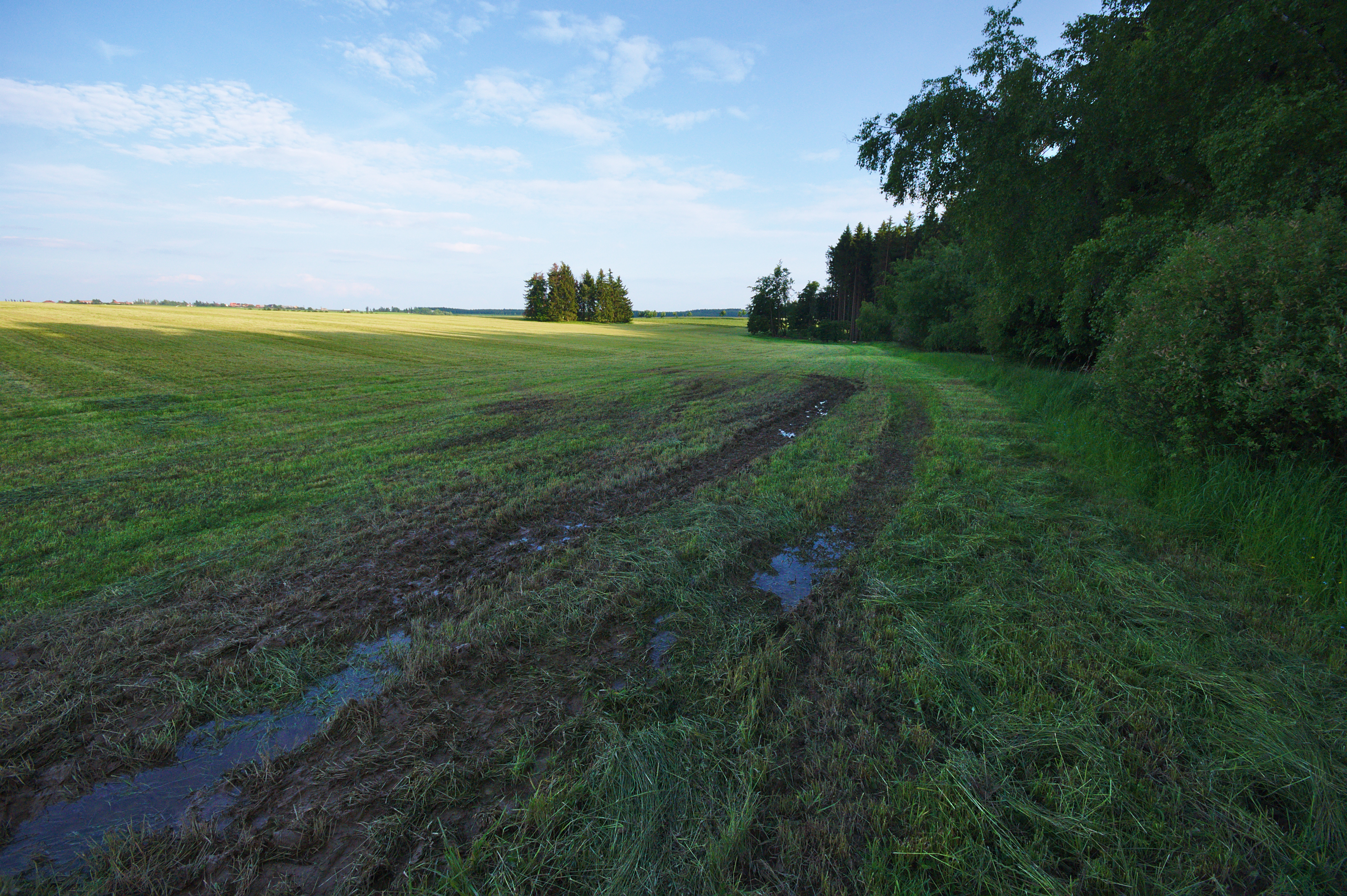
Prameniště v přírodní rezervaci Louky pod Skalami
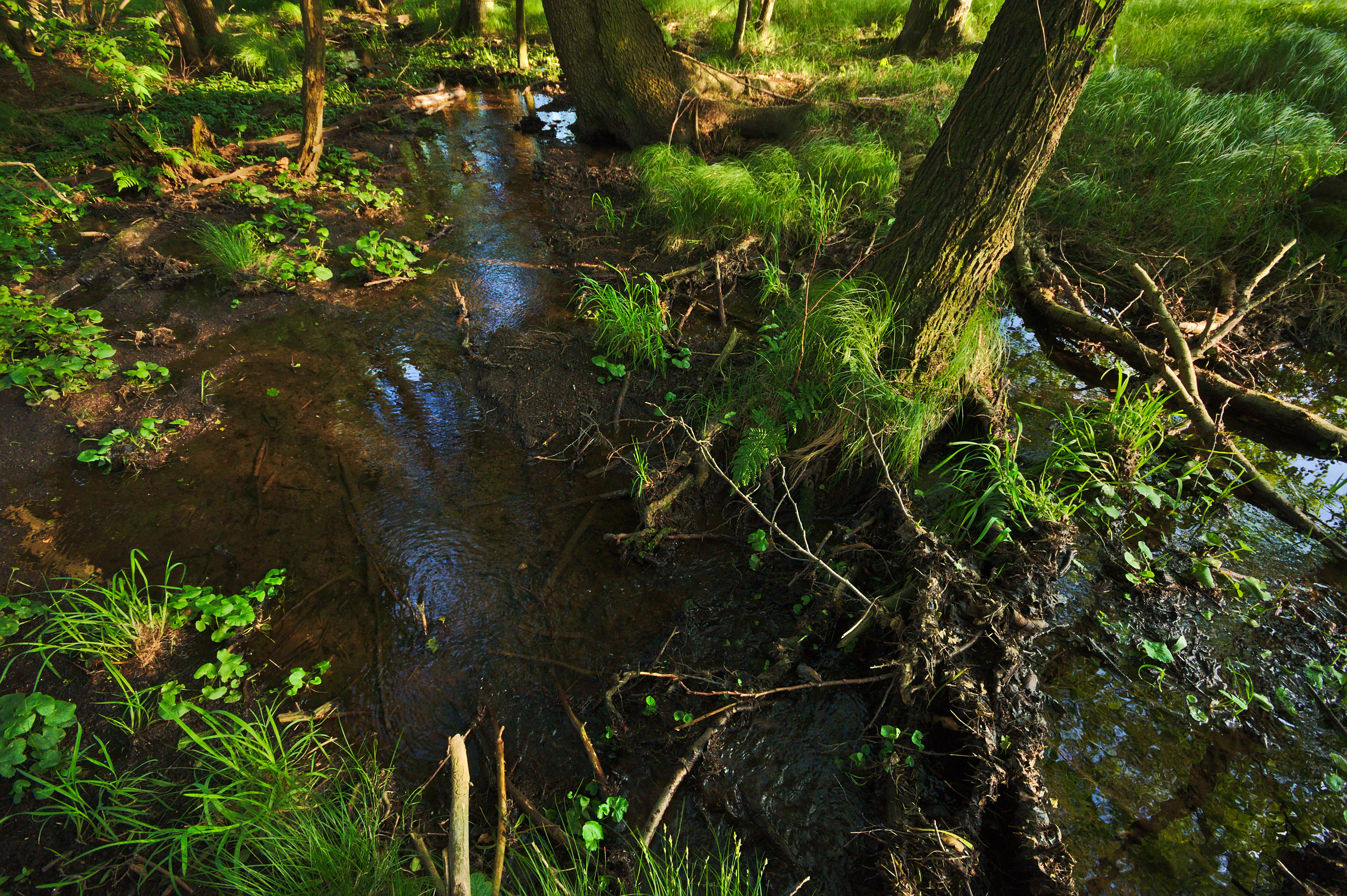
Potok kousek pod prameništěm
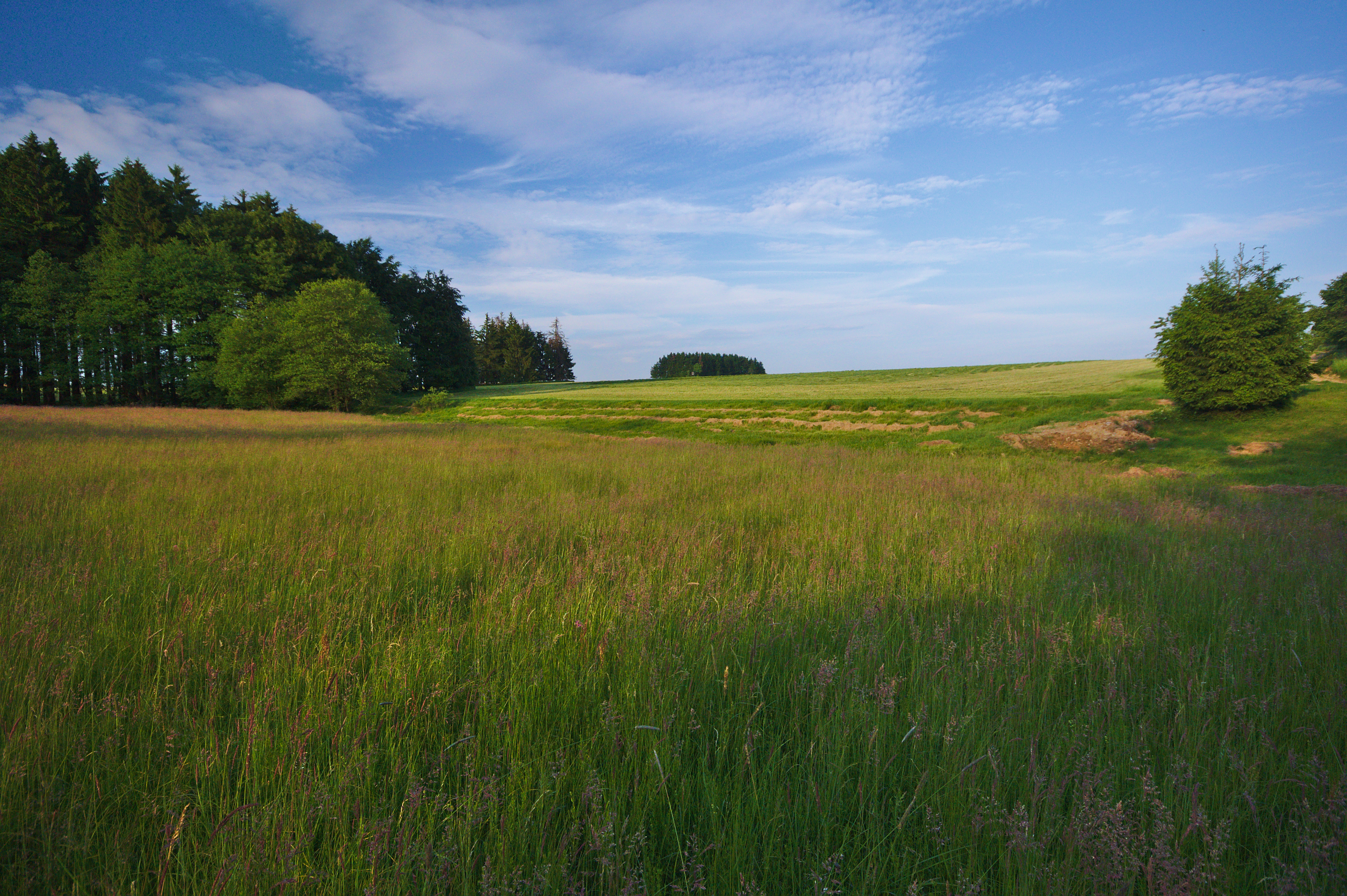
Údolí svažující se k potoku
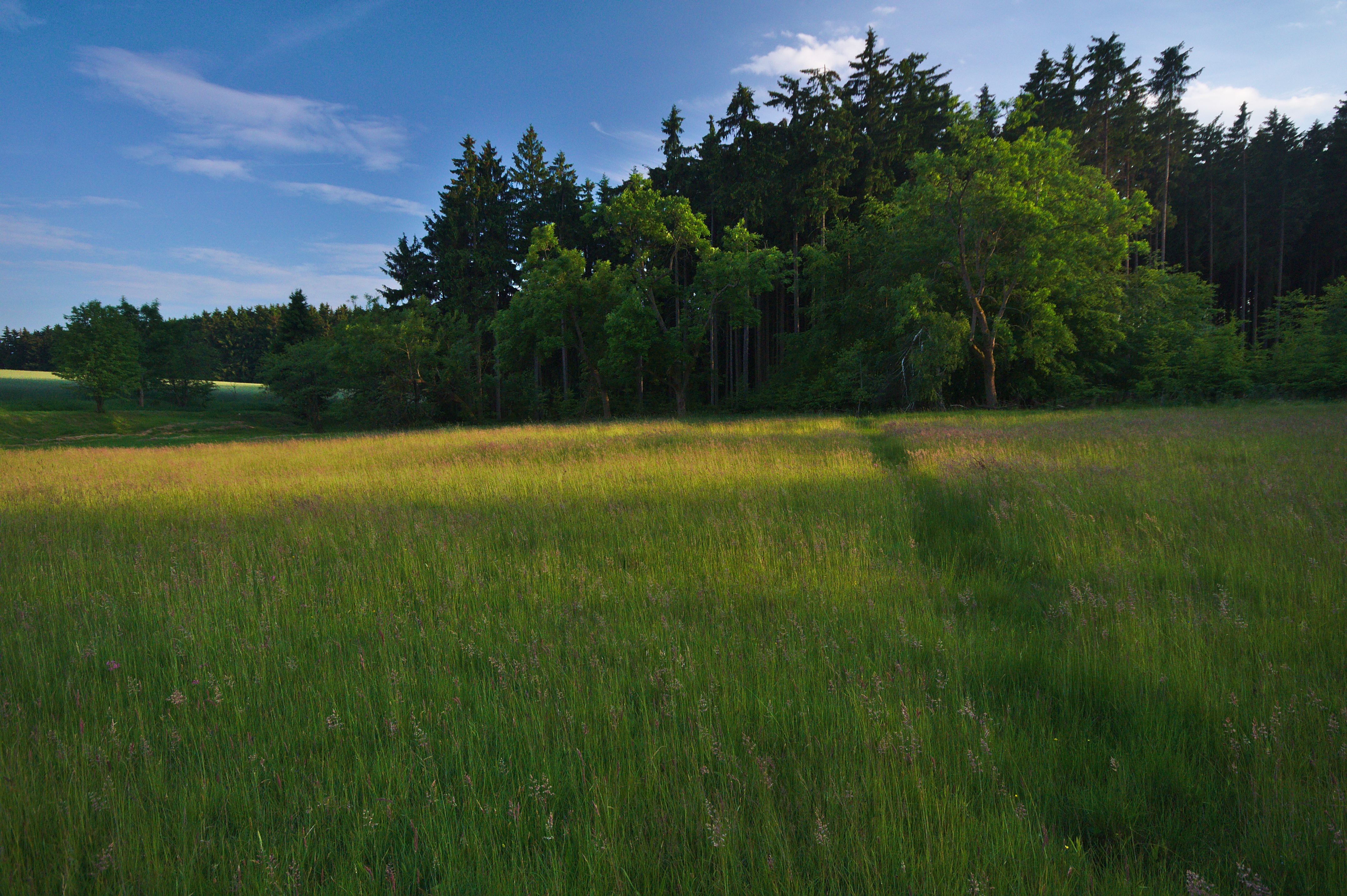
Rýha po odvovnění v přírodní památce Louky pod Skalami
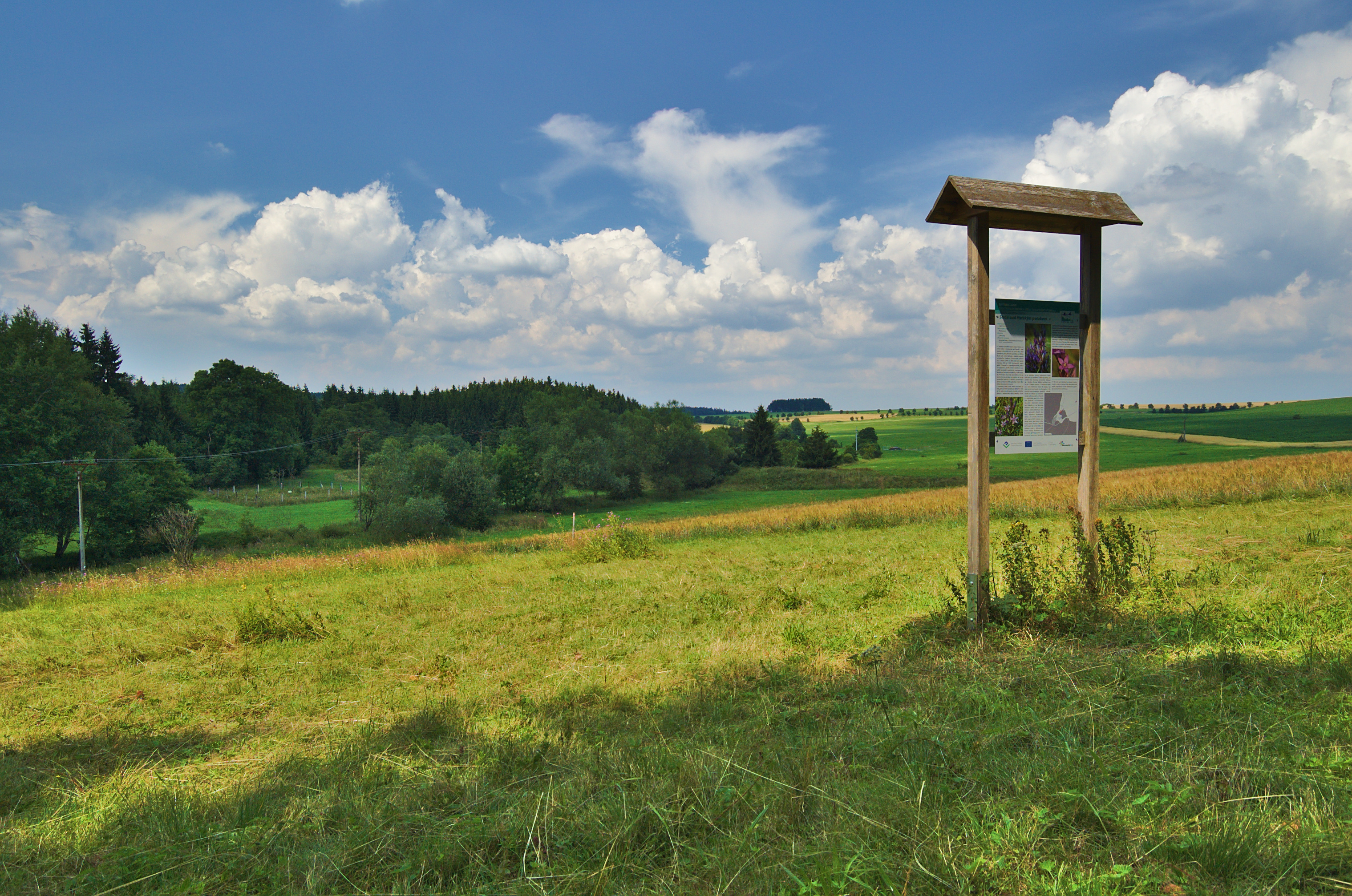
Přírodní památka U žlíbku, v pozadí Huťský potok